# Skáldskaparmál

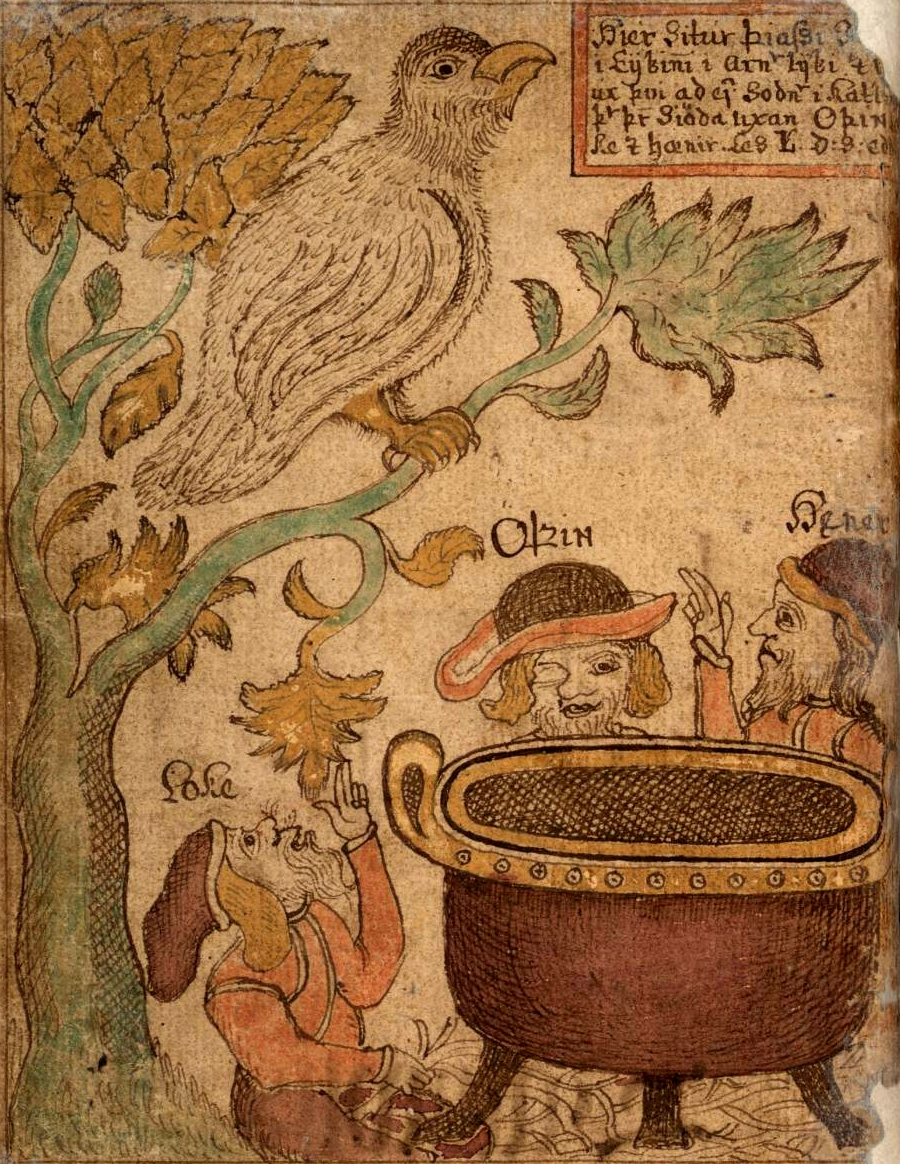
Uno de los episodios de Skáldskaparmál con Odín, Loki, Hœnir y Þjazi como águila. Manuscrito islandés del Instituto Árni Magnússon.

Los Skáldskaparmál («Dichos sobre poesía» en nórdico antiguo) constituyen la segunda parte de la Edda prosaica de Snorri Sturluson. Es un diálogo entre Ægir y el dios de la poesía Bragi con el pretexto de la presentación de una extensa lista de kenningars (perífrasis) y de heitis (sinónimos) para lugares, personas y objetos. La explicación de estos kenningars es lo que permite a Snorri contar numerosos relatos mitológicos o heroicos.

## Sinopsis
El diálogo se da en el contexto de un suntuoso banquete dado por los Æsir en honor a Ægir, presentado aquí como un mago llegado de la isla de Hlésey. Durante la comida, Bragi da a su vecino de mesa una larga lista de heitis y kenningars, y le cuenta numerosas historias que permiten explicar su origen.
En su mayoría pertenecen a la mitología: el rapto de Iðunn por Þjazi y como Skaði eligió a Njörðr por esposo, el origen y el robo de la hidromiel poética, los combates de Thor contra los gigantes Hrungnir y Geirröd y también la fabricación de los objetos preciosos de los dioses. El resto son referentes a héroes o reyes legendarios: Snorri, resume toda la historia de Sigurd y Völsung. Evoca también a los reyes Fródi y Hrólfr Kraki, así como la Hjadningavíg.
Los kenningar que figuran en la Skáldskaparmál son tomados de antiguos escaldos. A veces Snorri no se contenta con citar un kenning y añade extensos extractos de poemas que permiten explicarlo; son así citados Haustlöng de Thjódólfur úr Hvini, la Þórsdrápa de Eilífr Goðrúnarson y la Ragnarsdrápa de Bragi Boddason. Figura también en el Skáldskaparmál un poema que se considera que forma parte de la Edda Poética aunque no figura en el Codex Regius: el Gróttasöng.
El Skáldskaparmál termina con una lista de heiti. Su última parte se presenta bajo la forma de thulur (lista de nombres y heiti versificados y utilizados por medios mnemotécnicos); son así presentadas las diferentes maneras de designar a los dioses, gigantes, hombres, mujeres, batallas, armas y elementos naturales.

### Interés
Los relatos mitológicos y heroicos que se relatan en Skáldskaparmál llegaron a nosotros gracias a Snorri; sin ellos la mayoría de las alusiones que contienen los poemas escáldicos nos serían desconocidos. De la misma manera los poemas citados se habrían perdido si no hubiesen aparecido en Skáldskaparmál.